# Las noches son de los monstruos
Las noches son de los monstruos es una película de fantasía y drama argentina de 2022 dirigida por Sebastián Perillo. Narra la historia de una adolescente que se muda con su madre a un pueblo, donde deberá lidiar con el acoso perpetuado por la pareja de la madre y el hostigamiento por parte de sus compañeras en el colegio, sin embargo, encontrará refugio en una misteriosa perra que la protegerá de estas situaciones. Está protagonizada por Luciana Grasso, Esteban Lamothe, Jazmín Stuart y Gustavo Garzón.
La película tuvo su estreno mundial el 12 de octubre de 2021 durante el Festival de Cine de Sitges y luego tuvo su lanzamiento limitado  en las salas de cines de Argentina el 10 de marzo de 2022 bajo la distribución de Vi-DOC.
El 20 de junio de 2024 el film se estrenó en salas de cine de México distribuido por Benuca Films, estando en cartelera más de un mes.

## Sinopsis
Sol (Luciana Grasso) es una joven de 17 años que se muda con su madre Julieta (Jazmín Stuart) y Gonzalo (Esteban Lamothe), el novio de ésta a un pueblo, donde tendrá que pasar por vivencias desagradables como el bullying por parte de sus nuevas compañeras de colegio, lideradas por Natalia (Macarena Suárez), y el constante acoso de Gonzalo, que la inunda de terror. Al mismo tiempo, deberá cuidarse en su barrio, ya que se corre la noticia de que un puma anda suelto. Pero una noche se encontrará con una perra misteriosa y mágica con la cual establecerá una relación simbiótica y será la perra quien aparecerá para defenderla ante todos sus problemas, sin importar las consecuencias.

## Reparto
- Luciana Grasso como Sol
- Esteban Lamothe como Gonzalo
- Jazmín Stuart como Julieta
- Gustavo Garzón como Comisario Morazzo
- Agustín Daulte como Miguel
- Macarena Suárez como Natalia
- Majo Chicar como Amiga de Natalia
- Laura Grandinetti como Amiga de Natalia
- Nico García como Mario
- Gervasio Usaj como Remisero
- Sebastian Pinardi como Preceptor
- Ignacio Quesada como Juan

## Recepción

### Comentarios de la crítica
La película recibió críticas mixtas a favorables por parte de la prensa. Juan Pablo Cinelli de Página 12 puntuó a la película con un 5, diciendo que hay méritos técnicos y buena labor del elenco, pero el film muestra inconsistencias como por ejemplo la atmósfera de terror sobrenatural que alimenta el inicio de la película, pero la cual se esfuma de a poco, sin ninguna referencia ni explicación al respecto. Por su parte, Francisco Mendes Moas de Cine Argentino Hoy valoró la atmósfera creada por el director en el filme, en el cual «el miedo y la risa van de la mano». Rolando Gallego de Escribiendo Cine calificó a la cinta con un 8, expresando que el director «construye en clave fantástica un nervioso y logrado relato sobre vínculos tóxicos, acosos y violencia», donde «Grasso se luce como Sol, con sus miedos e inseguridades, pero también con sus deseos y pulsiones, al igual que Stuart y Lamothe que ofrecen actuaciones verosímiles para sus personajes». Por otra lado, Josep Luzán del sitio web Terror Weekend mencionó que la cinta es «visualmente agradable, pero con poca contundencia», debido a que el guion es algo irregular, sin embargo, destacó que «Grasso elabora un personaje lleno de matices».
En una reseña para el portal Sólo fui al cine, Bruno Calabrese elogió la actuación de Grasso a la cual definió como una actriz afianzada en el género y mencionó que Suárez sobresale en su papel de villana del colegio. Catalina Dlugi de El portal de Catalina elogió la interpretación de Lamothe, manifestando que «compone muy bien su personaje de estafador y abusador», mientras que Grasso también «hace un muy buen trabajo».

### Premios y nominaciones
| Lista de premios y nominaciones | Lista de premios y nominaciones                              | Lista de premios y nominaciones       | Lista de premios y nominaciones | Lista de premios y nominaciones | Lista de premios y nominaciones |
| Año                             | Organización                                                 | Categoría                             | Nominado/a(s)                   | Resultado                       | Ref(s)                          |
| ------------------------------- | ------------------------------------------------------------ | ------------------------------------- | ------------------------------- | ------------------------------- | ------------------------------- |
| 2021                            | TerrorMolins                                                 | Mención Especial – Mejor Actriz       | Luciana Grasso                  | Ganadora                        | [ 11 ]                          |
| 2022                            | Sahasrara International Film Festival (India)                | Mejor Película Internacional          | Las noches son de los monstruos | Ganador                         | [ 12 ]                          |
| 2022                            | Horrorant Fright Nights International Film Festival (Grecia) | Mejor Película de la Sección Panorama | Las noches son de los monstruos | Ganador                         | [ 13 ]                          |
| 2022                            | Macabro Horror International Film Festival (México)          | Mejor Director Iberoamericano         | Sebastian Perillo               | Ganador                         | [ 14 ]                          |